# Сен-Жан-Керданьель
Сен-Жан-Керданье́ль (фр. Saint-Jean-Kerdaniel, брет. Sant-Yann-Gerdaniel) — коммуна во Франции, находится в регионе Бретань. Департамент — Кот-д’Армор. Входит в состав кантона Плело. Округ коммуны — Генган.
Код INSEE коммуны — 22304.

## География
Коммуна расположена приблизительно в 400 км к западу от Парижа, в 115 км северо-западнее Ренна, в 20 км к западу от Сен-Бриё.

## Население
Население коммуны на 2016 год составляло 631 человек.
| 1962 | 1968 | 1975 | 1982 | 1990 | 1999 | 2008 | 2016 |
| ---- | ---- | ---- | ---- | ---- | ---- | ---- | ---- |
| 410  | 379  | 303  | 289  | 375  | 468  | 563  | 631  |

## Администрация
| Период | Период | Фамилия                | Партия        | Примечания |
| ------ | ------ | ---------------------- | ------------- | ---------- |
| 1945   | 1965   | Альфред Бюд де Гебриан |               |            |
| 1965   | 1971   | Жан-Батист Жего        |               |            |
| 1971   | 1989   | Эжен Ле Гоф            |               |            |
| 2001   | 2008   | Луи Ле Шевантон        |               |            |
| 2008   |        | Жан-Батист Ле Вер      | Разные правые |            |

## Экономика
В 2007 году среди 318 человек в трудоспособном возрасте (15—64 лет) 236 были экономически активными, 82 — неактивными (показатель активности — 74,2 %, в 1999 году было 74,0 %). Из 236 активных работали 226 человек (123 мужчины и 103 женщины), безработных было 10 (3 мужчин и 7 женщин). Среди 82 неактивных 35 человек были учениками или студентами, 28 — пенсионерами, 19 были неактивными по другим причинам.

## Достопримечательности
- Церковь Св. Иоанна Крестителя (1874—1884 года)
- Часовня Сен-Гиньян (XV век)
- Замок Керданьель (1850 год)
- Монументальный крест в деревне Керфонтан (XVII век). Исторический памятник с 1926 года[3]
- Фонтан Сен-Гиньян (XV век)

## Фотогалерея
- Монументальный крест
- Карта коммуны